# 145
145 (сто четиридесет и пета) година по юлианския календар е невисокосна година, започваща в четвъртък. Това е 145-а година от новата ера, 145-а година от първото хилядолетие, 45-а година от 2 век, 5-а година от 5-о десетилетие на 2 век, 6-а година от 140-те години. В Рим е наричана Година на консулството на Адриан и Цезар (или по-рядко – 898 Ab urbe condita, „898-а година от основаването на града“).

## Събития
- Консули в Рим са император Тит Адриан Антонин и Марк Аврелий Вер Цезар (бъдещия император Марк Аврелий).